# 万灵镇
万灵镇，是中华人民共和国重庆市荣昌区下辖的一个乡镇级行政单位。
2013年9月24日，重庆市人民政府批复同意将路孔镇更名为万灵镇。

## 行政区划
万灵镇下辖以下地区：
大荣寨社区、沙堡村、尚书村和玉鼎村。